# Jorge Báez Pagán
Jorge Emmanuel Báez Pagán là một chính trị gia và là ứng cử viên At-Large vào Hạ viện Puerto Rico.

## Tiểu sử
Báez Pagán là một giáo viên lịch sử và giáo dục đặc biệt tại Trường Abraham Lincoln ở San Juan. Ông là quan chức bầu cử đại học vào năm 2008, và từ năm 2010-14, ông là chủ tịch của Statehood Youth of Guyanabo, quê hương của ông, và giám đốc khu vực từ năm 2014-18. Vào năm 2016, với tư cách là ứng cử viên của Đảng Cấp tiến Mới (PNP) để trở thành thành viên Cấp cao của Hạ viện, ông đã tranh cử trên một nền tảng đảm bảo thanh toán cho các nhà trị liệu giáo dục đặc biệt. Ông đã thua trong cuộc bầu cử, tuy nhiên, vào năm 2017, ông đã tranh cử để trở thành Phó Chủ tịch của Hiệp hội Sinh viên Tiểu bang Puerto Rico. Trước thềm Bầu cử sơ bộ năm 2020 ở Puerto Rico, ông đã công bố nền tảng tự do của mình, bao gồm, trong số những thứ khác,
tặng một phiếu mua hàng trị giá $ 200 cho mỗi giáo viên để mua đồ dùng học tập; tạo ra Chương trình Tái chế trong tất cả các trường của Sở Giáo dục; [trao] sự giúp đỡ cho các doanh nghiệp vừa và nhỏ; bảo vệ LGBTTIQ và quyền của những người yếu thế; thúc đẩy tinh thần kinh doanh nhằm vào giới trẻ;  ghi nhớ IVU của các thành phố để tránh trốn thuế; triệt sản vật nuôi miễn phí;  cung cấp [,] về mặt không gian [,] trong trường học của chúng tôi các dịch vụ liên quan đến: trị liệu ngôn ngữ và ngôn ngữ, liệu pháp giải trí, vật lý trị liệu... và tâm lý... và mở một Trường Chuyên ngành về Khu vực Santa Rosa tại nhà riêng của ông ở Santa Rosa, Guaynabo.

Ông cũng tuyên bố rằng ông ủng hộ giới hạn nhiệm kỳ cho các thành viên của Hội đồng lập pháp. Vào ngày 16 tháng 8 năm 2020, với 119.883 (hoặc 10% số phiếu bầu), ông trở thành "người đồng tính công khai đầu tiên được bầu trong cuộc bầu cử sơ bộ ở Puerto Rico." Các cuộc bầu cử sơ bộ cũng có năm ứng cử viên đồng tính khác, tuy nhiên, không ai đến từ PNP. Ngoài ra, ông là người mới duy nhất trong lá phiếu, do đó, chiến dịch tranh cử của ông như một "sự thay thế mới", vì bốn người còn lại là các cơ sở ươm tạo của Hạ viện. Xu hướng tính dục của ông được truyền thông địa phương chú ý, vì ông đã có đủ số phiếu bầu để thay thế người bảo thủ, đại diện chống LGBT María Milagros "Tata" Charbonier Laureano, người đã có hồ sơ đánh đồng đồng tính luyến ái với ấu dâm và thú tính. Khi bị bắt vì cáo buộc gian lận, nhưng trước khi từ chức về Hạ viện, Báez Pagán nói rằng giờ đây cô có thời gian để cống hiến cho công lý và trong hoạt động công ích "một người đến để phục vụ người khác chứ không phải để phục vụ bản thân." Ông đã chạy một chiến dịch tự tài trợ với số tiền đầu tư là $4,000.00.